# Clau (falca)

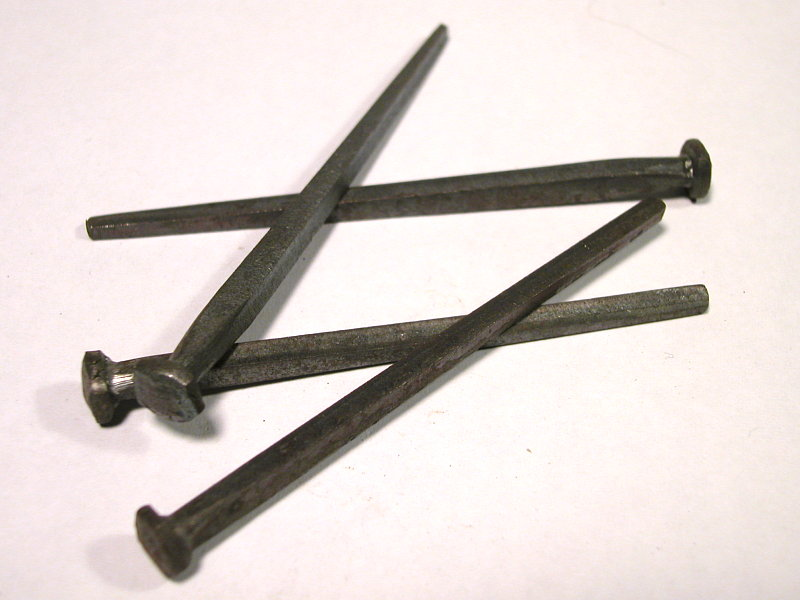
Quatre claus d'acer.

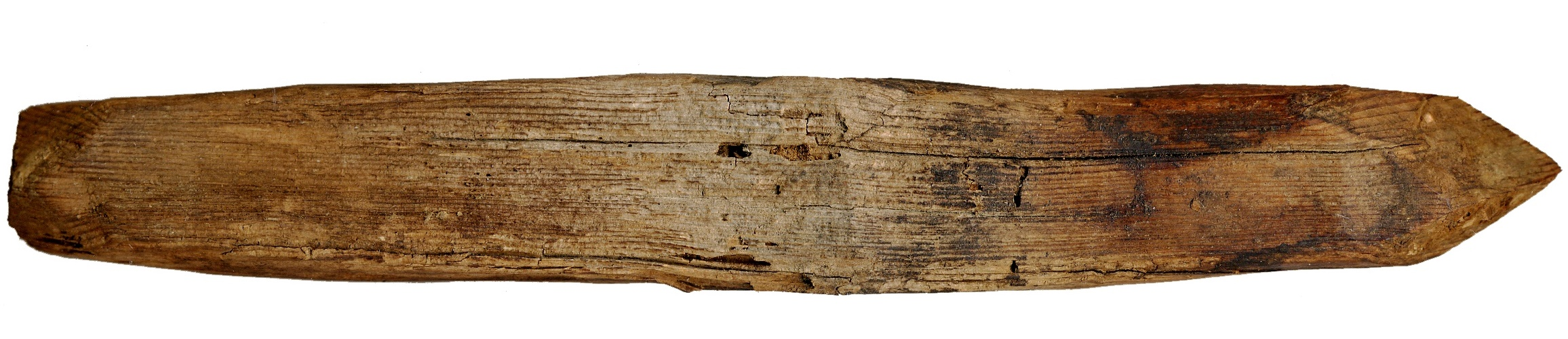
Falca de fusta del segle XVII

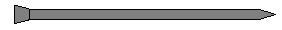
Punta

Un clau, tatxa o punta és un tija metal·lica prima i allargada amb punta esmolada i una cabota que rep les picades. Es fa servir com a element d'unió. Es fan servir per subjectar dos o més objectes i són els elements d'unió més simples existents. La seva forma és cilíndrica, en un extrem acaben en punta i en l'altre hi ha el cap o cabota. Les puntes són claus però de menys grandària. Un clau es clava amb un martell. El clau es basa en el principi mecànic de les falques. L'elasticitat i el fregament fan possible que els claus quedin fixos un cop penetren dins els materials que s'han d'unir.
La majoria de claus i puntes són d'acer, encara que n'hi ha de llautó, coure i bronze. Aquests últims són menys resistents que els d'acer i només s'utilitzen pel seu valor decoratiu o bé per resistir millor l'oxidació. Amb aquest fi també es poden emprar claus d'acer inoxidable o galvanitzats.

## Història

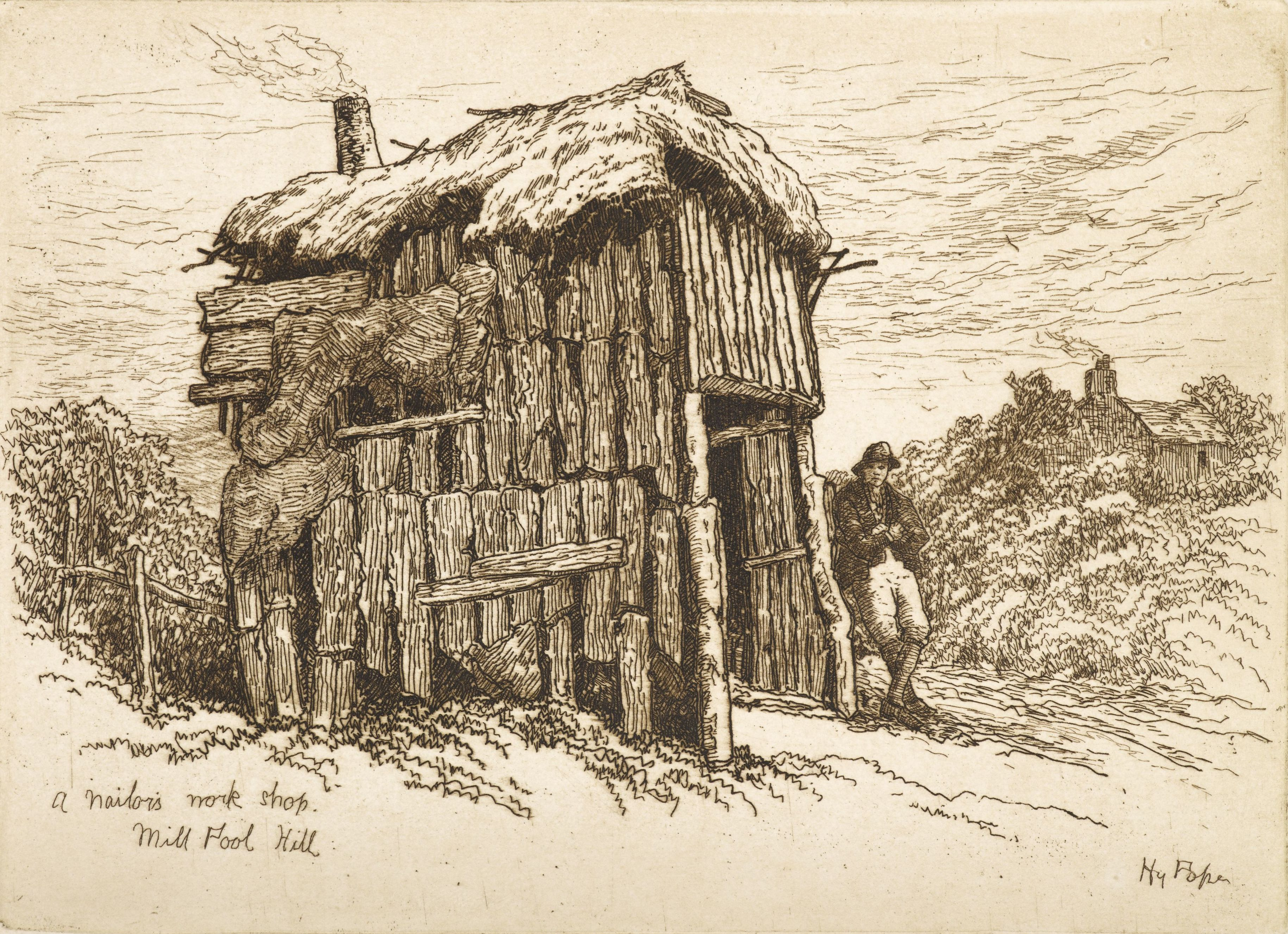
Taller del fabricant de claus King's Norton, un gravat de Henry Martin Pope (1843-1908)

La història del clau es divideix, a grans trets, en tres períodes diferents:
- Clau forjat a mà (fins al segle xix)
- Clau tallat (aproximadament de 1800 a 1914)
- Clau de filferro (aproximadament des de 1860 fins a l'actualitat)

Des de finals del segle xviii fins a mitjan segle xx, els preus dels claus es van multiplicar per 10; des de llavors, els preus dels claus han augmentat lleugerament, reflectint en part un augment dels preus dels materials i un canvi cap als claus especials.

### Fet a mà
La Bíblia proporciona una sèrie de referències als claus, incloent la història en el Jutges de Jael l'esposa d'Heber, que clava un clau (o clavilla de la botiga) a la templa d'un comandant cananeu adormit; La provisió de ferro per a claus per part del Rei David per al que seria el Temple de Salomó; i en relació amb la crucifixió de Crist.
El romans va fer un ampli ús dels claus. L'exèrcit romà, per exemple, va deixar set tones de claus quan va evacuar la fortalesa de Inchtuthil a Perthshire, al Regne Unit l'any 86-87 de l'era cristiana.
El terme "penique", referit als claus, es va originar probablement a l'Anglaterra medieval per descriure el preu d'un centenar llarg de claus. Els claus en si mateixos eren prou valuosos i estandarditzats per ser utilitzats com un mitjà d'intercanvi informal.
Fins al voltant de 1800 els artesans coneguts com clavadors feien els claus a mà–vegeu el cognom Naylor.
(Els obrers anomenats talladors tallen les barres de ferro a una mida adequada perquè els clavadors hi treballin. A partir de finals del segle xvi, els talladors manuals van desaparèixer amb el sorgiment del molí de tall, que tallava les barres de ferro en varetes amb una secció transversal uniforme, estalviant molt esforç manual).
En l'època de la Revolució Americana, Anglaterra era el fabricant més gran de claus del món. Els claus eren cars i difícils d'aconseguir a les colònies americanes, per la qual cosa de vegades es cremaven deliberadament les cases abandonades per poder recuperar els claus usats de les cendres. Això es va convertir en un problema tan gran a Virgínia que es va crear una llei per evitar que la gent cremés casa seva quan es mudés. Les famílies solien tenir petits muntatges per fabricar claus a casa seva; durant el mal temps ia la nit, tota la família podia treballar fabricant claus per al seu propi ús i per al bescanvi. Thomas Jefferson va escriure en una carta: "En les nostres activitats privades és un gran avantatge que tota feina honesta es consideri honorable. Jo mateix sóc fabricant de claus". El creixement del comerç a les colònies americanes es va veure teòricament frenat per la prohibició de noves fàbriques de tall a Amèrica per la Iron Act de 1750, encara que no hi ha proves que la llei s'apliqués realment.
La producció de claus de ferro forjat va continuar fins ben entrat el segle xix, però finalment es va reduir a claus per a fins per als quals els claus tallats més tous eren inadequats, inclosos els claus de ferradura.

### Tall
El molí de tall, introduït a Anglaterra el 1590, va simplificar la producció de barres de claus, però els veritables primers esforços per mecanitzar el procés de fabricació de claus en si es van produir entre 1790 i 1820, inicialment als Estats Units i Anglaterra, quan es van inventar diverses màquines per automatitzar i accelerar el procés de fabricació de claus a partir de barres de ferro forjat. També a Suècia a principis de 1700 Christopher Polhem va fabricar una màquina per tallar claus com a part de la seva fàbrica automatitzada. Aquests claus es coneixien com a claus tallats o claus quadrats a causa de la seva secció transversal rectangular aproximadament de secció transversal. Els claus tallats van ser un dels factors importants en l'augment del baloon framing a partir de la dècada de 1830 i, per tant, en el declivi del timber framing amb juntes de fusta. Malgrat que encara s'utilitzen per a renovacions històriques, i per a aplicacions pesades, com la fixació de taulers a les parets de mamposteria, els 'claus tallats' són molt menys comuns avui dia que els claus de filferro.
El procés dels claus tallats va ser patentat a Amèrica per Jacob Perkins el 1795 i a Anglaterra per Joseph Dyer, que va instal·lar maquinària a Birmingham. El procés estava dissenyat per tallar claus a partir de làmines de ferro, assegurant-se que les fibres del ferro correguessin pels claus. La indústria de Birmingham es va expandir en les dècades següents, i va aconseguir la seva major extensió en la dècada de 1860, i després va declinar a causa de la competència dels claus de filferro, però va continuar fins a l'esclat de la Primera Guerra Mundial.

### Filferro
Els claus de filferro es formen a partir de filferro. En general, les bobines de filferro es porten a través d'una sèrie de matrius per assolir un diàmetre específic, i després es tallen en varetes curtes que posteriorment es formen en claus. La punta del clau sol tallar-se amb una ganiveta; el cap es forma remodelant l'altre extrem de la vareta a alta pressió. S'utilitzen altres matrius per tallar ranures i crestes. Els claus de filferro també es coneixien com a "claus francesos" pel seu país d'origen. Els claus de filferro belgues van començar a competir a Anglaterra en 1863. Joseph Henry Nettlefold fabricava claus de filferro a Smethwick en 1875. A les dècades següents, el procés de fabricació de claus es va automatitzar gairebé per complet. Finalment, la indústria comptava amb màquines capaces de produir ràpidament enormes quantitats de claus barats amb poca o cap intervenció humana.
Amb la introducció dels claus de filferro barats, l'ús del ferro forjat per a la fabricació de claus va disminuir ràpidament, igual que ho va fer més lentament la producció de claus tallats. Als Estats Units, el 1892 es produïen més claus de filferro d'acer que claus tallats. El 1913, el 90% dels claus fabricats eren de filferro. Els claus van passar de ser rars i preciosos a ser una mercaderia barata produïda en massa. Avui dia, gairebé tots els claus es fabriquen amb filferro, però el terme "clau de filferro" ha passat a referir-se a claus més petits, sovint disponibles en una gamma de calibres més àmplia i precisa que la típica dels claus comuns i d'acabat més grans.

## Característiques
Els claus es classifiquen d'acord amb el seu ús, el diàmetre, acabat i longitud. Això deriva en una gran varietat de claus; per exemple, un clau no ha de tenir necessàriament el coll llis. Tots els claus tenen un extrem acabat en punta filosa que ajuda a travessar el material sobre el qual s'aplica. La mida del cap és un factor a ser considerat, doncs, depenent de l'ús del clau, un cap noi o gran pot ser favorable o no desitjat. Generalment i per estètica, se sol usar l'anomenat "amb cap" en aquells llocs on no importa que es vegi, en contraposició als "sense cap", encara que igualment es pot determinar pel material al qual s'aplicarà. També hi ha diferents tipus de caps: hi ha caps plans i caps arrodonits.
Els claus fabricats amb diferents materials poden presentar característiques diferents de les dels claus fabricat en un altre material, com per exemple diferents dureses. Pel que fa a la venda de claus, en molts casos es calcula el preu pel pes aproximat del total de claus. També hi ha claus que s'apliquen emprant una eina automàtica, que generalment opera en combinació amb un compressor d'aire.

### Tipus
- Tatxa: Clau curt amb la cabota grossa i plana.
- Cònic: Tenen el cap de forma cònica per tal que quedi embotit a la fusta i així es vegin menys. Fins i tot es poden enfonsar amb un rèbol i tapar el forat amb pasta o massilla.
- Pla: Són claus amb el cap pla, de manera que no queden incrustats dins la fusta.
- Rodó: Són puntes amb el cap rodó que tampoc poden quedar embotits. Se solen utilitzar per clavar xapa metàl·lica sobre fusta.
- De roseta: Clauet amb la cabota treballada en forma d'estel.
- Clau d'enllatar: Són claus grossos, d'uns 10 cm de llargària que s'utilitzen entre altres usos com a gafes per subjectar els bastiments de portes i finestres a les parets.
- Punta per a fixes: Són puntes molt petites i sense gaire cap. Es fan servir per subjectar els llistons que aguanten els vidres de les finestres. Solen ser plans en lloc de cilíndrics i mesuren entre 12 a 19 mm.
- Grampilló: Són molt semblants a les grapes. És un clau doblegat en forma de U, no gaire gran i amb dues puntes. Poden dur una protecció de plàstic si s'utilitzen com a grapes de cables elèctrics. Mesuren de 12 a 40 mm.
- Clau amb estries: Molt útils per fixar taulers, ja que tenen estries que fan difícil arrancar-los. Les seves longituds van des de 12 fins a 50 mm.

## Material

### Acer
Tots els claus moderns són d'acer. Quan els claus s'ofereixen explícitament com a "claus d'acer", sol tractar-se de "claus d'acer endurits", que s'endureixen després del recuit, per exemple en un bany de sal.
Els claus d'acer no endurits es dobleguen fàcilment i s'han de clavar amb cops de martell rectes.
Els claus d'acer endurit no solen doblegar-se, sinó que es trenquen quan se sotmeten a curvatura.
Per evitar que els fins llistons de fusta es parteixin en clavar-los, s'utilitzen passadors de llistó molt fins. Els passadors de sabre llargs i fins estan endurits perquè, altrament, amb prou feines es poden introduir sense doblegar-se.
En la construcció, els claus endurits s'utilitzen per clavar-los en materials minerals com l'arrebossat cimentici, els maons tous o el formigó (classe de baixa resistència).
A diferència de la clau d'ancoratge, la canya dels claus endurits per a materials de construcció minerals sol tenir un estriat longitudinal (discontinu), l'objectiu del qual és millorar l′agafament i la  resistència a l'extracció.
La clavadora de formigó, la pistola de claus, la pistola de perns o la col·locadora de perns també es poden utilitzar per col·locar claus endurits utilitzant una càrrega de propulsió. Algunes eines també són adequades per clavar claus endurits en elements de construcció d'acer.

#### Claus d'acer inoxidable
Els claus d'acer estan galvanitzats o són d'acer no oxidable per protegir-los de l'oxidació. El pintat dels claus sol fer-se per motius decoratius i no proporciona una protecció permanent contra la corrosió.

### Coure i llautó
Claus de coure i llautó
- s'utilitzen amb fins decoratius, com quan es prefereix un color metàl·lic vermellós o llautó daurat a l'acer platejat brillant en la fabricació de mobles,
- no s'oxiden, el que és avantatjós a la construcció de vaixells, entre altres coses,
- no són magnètics.

### Fusta
Els claus de fusta eren fabricats pels mateixos fusters i ebenistes i se segueixen utilitzant avui dia en la restauració i, de vegades, en la construcció ecològica. Com que els claus de fusta no en tenen cap, s'utilitzaven principalment per assegurar les unions tradicionals de la fusta, com per a la construcció d'entramats, finestres i mobles. Per a la fixació de taulons, taulers, xapes, ferramenta i similars, s'utilitzaven claus de ferro fabricats pel ferrer. Des de l'inici de la producció mecanitzada de ferreteria en el curs de la industrialització, els claus de fusta han estat desplaçats en gran manera pels claus d'acer.